# João de Tela
João de Tela (João Bar Qursos; 483-538) foi um monge e bispo do Oriente Próximo. Foi um dos principais proponentes do moderado monofisismo. Apesar de sua língua nativa ser a siríaca, estudou grego a fim de servir à administração bizantina. Era nativo de Calínico. Foi influenciado para se tornar um monge lendo os Atos de Paulo e Tecla. Mais tarde estudou no mosteiro fundado por Gregório de Nazianzo.[carece de fontes?]
Serviu desde 519 como bispo de Tela que está perto da moderna cidade de Alepo. Também chegou até nós como um adversário de ineptos, homens ricos ganhando ofícios sacerdotais por meio de subornos. Em 521, renunciou seu cargo de bispo para que pudesse seguir sua vida ascética. Ainda assim a sua contribuição mais duradoura foi a ordenação de muitos sacerdotes e bispos, em oposição aos movimentos calcedonianos, no intervalo entre um cisma completo entre eles e os monofisistas. Em 533, foi convocado a Constantinopla para participar de uma disputa de caráter cristológico, tendo posteriormente sofrido com a violência do rigoroso partido ortodoxo da Síria que reagiu de modo sangrento aos monofisistas. Durante o reinado de Justiniano I (527-565), foi capturado e assassinado em Antioquia após a implementação de uma nova política, em conformidade com os princípios do papa Leão I (440-461).